# Bato (Leyte)
Pour les articles homonymes, voir Bato.
Bato (en cebuano Lungsod sa Bato ; en tagalog : Bayan ng Bato) est une municipalité de la province de Leyte, située dans la région des Visayas orientales à l'est des Philippines.
Lors du recensement de 2020, sa population s'élève à 38 505 habitants.

## Géographie
Isabel est une municipalité côtière, située au sud-ouest de l'île de Leyte, au bord  de la mer des Camotes.
D'une superficie totale de 72,45 kilomètres carrés, Bato est divisée administrativement en 32 barangays : 
- Alegria
- Alejos
- Amagos
- Anahawan
- Bago
- Bagong Bayan District (Poblacion)
- Buli
- Cebuana
- Daan Lungsod
- Dawahon (Ïle de Danajon (en))
- Himamaa
- Dolho
- Domagocdoc
- Guerrero District (Poblacion)
- Imelda
- Iniguihan District (Poblacion)
- Kalanggaman District (Poblacion)
- Katipunan
- Liberty
- Mabini
- Marcelo
- Naga
- Osmeña
- Plaridel
- Ponong
- Revilla
- San Agustin
- Santo Niño
- Tabunok
- Tagaytay
- Tinago District (Poblacion)
- Tugas